# شهرستان لمبورک
شهرستان لمبورک (به لاتین: Lębork County) یک شهرستان در لهستان است که در استان پومرانی واقع شده‌است.

## خصوصیات
شهرستان لمبورک ۷۰۶٫۹۹ کیلومترمربع مساحت و ۶۳٬۶۵۹ نفر جمعیت دارد.